# Günter Koch (Theologe)
Günter Koch (* 1. Dezember 1931 in Darmstadt; † 17. Dezember 2020 in Würzburg) war ein deutscher römisch-katholischer Theologe.

## Werdegang
Koch studierte zunächst Philosophie und klassische Philologie in Erlangen, Heidelberg und Freiburg im Breisgau. 1958 erfolgte die Promotion zum Dr. phil. bei Max Müller an der Albert-Ludwigs-Universität Freiburg. Nach einem Studium der  Katholischen Theologie in Frankfurt/St. Georgen und Würzburg wurde er 1963 bei Fritz Hofmann an der Julius-Maximilians-Universität Würzburg die Promotion zum Dr. theol. promoviert. 1973 habilitierte er sich in Würzburg im Fach Dogmatik.
Seit 1963 war Koch Studienleiter an der Domschule Würzburg. 
Von 1977 bis 1999 war er Direktor der Domschule Würzburg zusammen mit Josef Pretscher. Bis 1993 leitete er zusammen mit Irmgard Krebs den Fernstudienbereich „Theologie im Fernkurs“.
Ab 1980 war er außerplanmäßiger Professor für Dogmatik und Dogmengeschichte an der Theologischen Fakultät der Universität Würzburg. 
Koch war einer der Pioniere der theologischen Ausbildung im Fernstudium und der Erwachsenenbildung. Die Deutsche Bischofskonferenz ehrte ihn mit der Verleihung der Bonifatiusmedaille.
Günter Koch starb im Dezember 2020 im Alter von 89 Jahren.